# Night Club (film 1957)
Night Club (Die Beine von Dolores) è un film del 1957 diretto da Géza von Cziffra.

## Produzione
Il film fu prodotto dalla Kurt Ulrich Filmproduktion.
Le coreografie sono firmate da Robby Gay, danze arrangiate da R. Keller.

## Distribuzione
Distribuito dalla Constantin Film, uscì nelle sale cinematografiche della Germania Ovest il 18 novembre 1957.